# Дахмаи шохон (Бухара)
Дахмаи шохон — памятник архитектуры. Кладбище состоящее из дахмы, в которых захоронены представители династий Тимуридов, Шейбанидов и Аштарханидов. Расположен в комплексе Бахауддина Накшбанда в селе Касри Орифон Каганского района Бухарской области Узбекистана.
Дахмаи Шахон расположен вдоль длинного коридора под названием «Рарави дароз», он прямоугольной формы, высотой 2,5 метра, облицован серым мрамором. Мраморные полки, колонны, украшения, узоры, иногда сочетающиеся с эпиграфикой, являются уникальными образцами искусства резьбы по мрамору и каллиграфического искусства.
Дахмаи шохон состоит из 6 дахм, приподнятых в виде суфы. Дахмы представляют собой параллелограммы из крупного кирпича и облицованы декоративным мрамором. Коранические аяты, исторические имена и даты, написанные на поверхности надгробий, примечательны своим художественным оформлением и неповторимой архитектурной формой.
Каждая дахма включена в национальный перечень объектов недвижимого имущества материального и культурного наследия Узбекистана под отдельными названиями и находятся под охраной государства.

## Дахмы династии Тимуридов
В результате изучения Дахмаи шохона в нём были обнаружены дахмы XV века, относящиеся к Тимуридам.

## Дахмы династии Шейбанидов
В результате изучения Дахмаи шохона была выявлена дахма, принадлежавшая Абдулла-хану II и его семьи.

## Дахмы династии Аштарханидов
В 1690-х годах Субхонкулиханом и его женою Ситораи Мохи хосса были построены 3 дахмы.
Согласно источникам, здесь был похоронен также и Абульфайз-хан.
Планы дахм Субханкули-хана и Убайдулла-хана повторяют друг друга. В их южной части находится куполообразный коридор-вестибюль с отверстиями в его кровле, а в северной стене — двери, ведущие в куполообразным дахмам.
Женская дахма состоит из 6 комнат, соединенных между собой широкими отверстиями в виде крестов с наклонными куполами. Верхняя часть одной из комнат представляет собой вестибюль с лестницей.